# جزایر بادپناه (جزایر انجمن)
جزایر بادپناه (به فرانسوی: Îles Sous-le-vent) 
(به تاهیتیایی: Fenua Raro Mata'i) بخش غربی از مجمع الجزایر انجمن در پلی نزی فرانسه است که خود یک مجموعه فرادریایی از کشور فرانسه، در اقیانوس آرام جنوبی هستند. این جزایر در جنوب
جزایر لاین (بخشی از کیریباتی)، شرق جزایر کوک و شمال جزایر
جزایر آسترل (که ایضاً بخشی از پلی‌نزی فرانسه است) قرار دارند. مساحت این جزایر حدود ۴۰۴ کیلومتر مربع (۱۵۶ مایل مربع) و جمعیت آنها بیش از ۳۶٬۰۰۰ نفر است.